# قانون تیلور
قانون تیلور (به انگلیسی: Taylor rule) در اقتصاد، یک فرم پیش‌بینی کاهشی واکنشی است به تغییرات تورم، بازده یا سایر شرایط اقتصادی که با نرخ بهره اسمی توسط بانک مرکزی تعیین می‌شود. این قانون به‌طور خاص، توصیف می‌کند که چگونه، به ازای یک درصد افزایش تورم، بانک مرکزی تمایل دارد تا نرخ بهره اسمی را بیشتر از یک درصد افزایش بدهد. این وجه از قانون اغلب به عنوان اصل تیلور خوانده می‌شود. اگرچه چنین قوانینی ممکن است بعنوان نماینده‌های توصیفی مختصر برای سیاست بانک مرکزی مفید باشند، اما آنها صریحاً توسط بانک‌های مرکزی هنگام تعیین نرخ اسمی مورد توجه قرار نمی‌گیرند. نخستین بار این قانون توسط جان بی تیلور [1]و همزمان توسط دیل دبلیو هندرسون و وارویک مک کیبین[2] در سال ۱۹۹۳ پیشنهاد شد. این قانون برای تداوم ثبات قیمت با کاهش سیستماتیک نا اطمینانی و افزایش اعتبار اقدامات آینده بانک مرکزی برنامه‌ریزی شده‌است. همچنین این قانون ممکن است از ناکارآمدی ناسازگاری زمانی از اعمال سیاست اختیاری[3] جلوگیری کند. قانون تیلور میان رقابت مکاتب فکری اقتصاد مصالحه ای ایجاد کرد که با زبانی به دور از درگیری و تعصب بحث می‌شود. اگرچه بسیاری از مسائل حل نشده باقی مانده‌اند و هنوز هم نظرات در مورد چگونگی به‌کارگیری بهتر قانون تیلور در عمل متفاوت است، تحقیقات نشان می‌دهد که این قانون عملکرد بانکداری مرکزی[4] را پیشرفت داده‌است. نسخه ای از قانون تیلور در قانون انتخاب مالی، یک بازنگری پیشنهادی از قانون بانکی داد-فرانک[5][6] درج شده‌است.

## به عنوان یک معادله
مطابق با نسخه اصلی قانون تیلور، نرخ بهره اسمی، باید به انشعاب نرخ تورم حقیقی از نرخ تورم هدفمند و تولید ناخالص داخلی واقعی از تولید ناخالص داخلی بالقوه پاسخ دهد:
{\displaystyle i_{t}=\pi _{t}+r_{t}^{*}+a_{\pi }(\pi _{t}-\pi _{t}^{*})+a_{y}(y_{t}-{\overline {y_{t}}})}
در این معادله، {\displaystyle i_{t}} نرخ بهره اسمی هدفمند کوتاه مدت است. (به عنوان مثال، نرخ صندوق‌های فدرال در ایالات متحده، نرخ پایه بانک انگلیس در انگلیس) {\displaystyle \pi _{t}} نرخ تورم است که توسط شاخص ضمنی تولید ناخالص داخلی اندازه‌گیری می‌شود.{\displaystyle \pi _{t}^{*}} نرخ مطلوب تورم است. {\displaystyle r_{t}^{*}}نرخ بره حقیقی تعادلی پیش‌بینی شده{\displaystyle y_{t}} لگاریتم تولید ناخالص داخلی حقیقی است. {\displaystyle {\overline {y}}_{t}}لگاریتم بازده بالقوه است که توسط الگوی برآورد خطی تعیین می‌شود. در این معادله، {\displaystyle a_{\pi }} و {a_{y{\displaystyle a_{y}} هر دو باید مثبت باشند (به عنوان یک قاعده سفت و سخت، مقاله پیشنهادی تیلور در سال ۱۹۹۳ تنظیم شده‌است {\displaystyle a_{\pi }=a_{y}=0.5} به این معنا که این قانون نرخ بهرهٔ نسبتاً بالا (سیاست پولی انقباضی) را وقتی نرخ تورم بالای نرخ هدف است یا وقتی بازده بالای سطح اشتغال کامل است به منظور کاهش فشار تورمی توصیه می‌کند. این قانون، در شرایط مخالف حالت قبل، نرخ بهرهٔ نسبتاً پایین (سیاست پولی انبساطی) را توصیه می‌کند تا تولید را ترغیب کند (بازده را افزایش دهد). بعضی مواقع اهداف سیاست پولی ناسازگارند، در شرایط رکود تورمی، وقتی نرخ تورم بالای نرخ هدف است در حالی که بازده پایین‌تر از سطح اشتغال کامل است.

## اصل تیلور
با مشخص کردن a_{π}>0{\displaystyle a_{\pi }>0} قانون تیلور می‌گوید که افزایش تورم به میزان یک درصد، باید سریعاً بانک مرکزی را وادار کند تا نرخ بهرهٔ اسمی را بیش از یک درصد افزایش دهد. (به‌طور مشخص، به وسیلهٔ {\displaystyle 1+a_{\pi }}، جمع دو ضرایب بر{π_{t{\displaystyle \pi _{t}} در معادلهٔ بالا) از آنجا که نرخ بهره واقعی (تقریباً) نرخ بهرهٔ اسمی منهای تورم است، قید a_{π}>0{\displaystyle a_{\pi }>0} دلالت دارد بر زمانی که تورم افزایش می‌یابد، نرخ بهرهٔ حقیقی باید کاهش یابد. ایده ای که نرخ بهره اسمی باید (بیش از یک به یک) افزایش یابد برای مطلوب کردن اقتصاد هنگام افزایش تورم (یعنی افزایش نرخ بهرهٔ حقیقی) گاهی اوقات اصل تیلور خوانده می‌شود.

## نسخه‌های دیگر قانون تیلور
در حالی که اصل تیلور بسیار اثرگذار بوده‌است، بحث بیشتری در مورد سایر اصطلاحاتی که باید وارد این قاعده شوند است. طبق برخی از مدلهای کلان اقتصادی نیو کینزین‌ها، تا آنجا که بانک مرکزی تورم را ثابت نگه می‌دارد، درجه نوسانات بازده بهینه می‌شود. (بلانچارد و گالی این خاصیت را "Divine coincidence" می‌نامند). در این حالت، بانک مرکزی در هنگام تعیین نرخ بهره نیازی به نوسانات در شکاف خروجی را ندارد (یعنی ممکن است بهینه تنظیم شود {\displaystyle a_{y}=0})
از سوی دیگر، سایر اقتصاددانان پیشنهاد کرده‌اند که شرایط دیگری را در قانون تیلور در نظر بگیرند تا شرایط مالی را در نظر بگیرند: به عنوان مثال، ممکن است با افزایش قیمت سهام، قیمت مسکن یا گسترش نرخ بهره، نرخ بهره افزایش یابد.
قانون تیلور ۱۹۹۳ - تعریف اصلی توسط جان تیلور با:
```
                                          

  

    

      

        

          
a

          

            
π

          

        

        
=

        

          
a

          

            
y

          

        

        
=

        
0.5

      

    

    
{\displaystyle a_{\pi }=a_{y}=0.5}

  

```

قانون تیلور ۱۹۹۹ - توسط جان تیلور در مقاله پژوهشی جدید سازگار و به روز شده‌است:
```
                                      

  

    

      

        

          
a

          

            
π

          

        

        
=

        
0.5

        
,

        

          
a

          

            
y

          

        

        
≥

        
0

      

    

    
{\displaystyle a_{\pi }=0.5,a_{y}\geq 0}

  

```

## رابطه تجربی
اگرچه فدرال رزرو صریحاً از قانون تیلور پیروی نمی‌کند، بسیاری از تحلیلگران استدلال کرده‌اند که این قانون خلاصه نسبتاً دقیقی از سیاست‌های پولی ایالات متحده را در زمان پل ولکر و آلن گرین اسپن ارائه می‌دهد. مشاهدات مشابهی در مورد سایر بانک‌های مرکزی اقتصادهای توسعه یافته انجام شده‌است، در کشورهایی مانند کانادا و نیوزلند که به‌طور رسمی قوانین هدفمندی تورم را تصویب کرده‌اند، چه در سایر کشورها مانند آلمان که سیاست‌های بوندس بانک (دویچه بوندسبانک، بانک مرکزی جمهوری فدرال آلمان است) به‌طور رسمی قوانین هدفمندی تورم را تصویب نکرده‌اند. این مشاهدات که توسط کلاریا، گالی و گرتلر بیان شده دلیلی است برای چرایی اینکه در بیشتر کشورهای توسعه یافته از دههٔ ۱۹۸۰ تا ۲۰۰۰ تورم تحت کنترل مانده بود و اقتصاد نسبتاً پایدار بوده‌است. (اصطلاحاً اعتدال بزرگ نامیده می‌شود). با این حال، مطابق بر گفته تیلور، این قانون در دوره ای از ۲۰۰۰ که احتمالاً منجر به حباب مسکن شده بوده‌است انجام نشده‌است. تحقیق مشخصی معین کرده‌است که بعضی خانوارها انتظارات خود در مورد مسیر آیندهٔ نرخ بهره، تورم و بیکاری را به گونه ای مطابق با قوانین تیلور شکل می‌دهند.

## انتقادات
اوفناسیوس اورفاندس (اقتصاددان یونانی، ۲۰۰۳) ادعا کرد که قانون تیلور هنگام مواجهه با زمان واقعی اطلاعات می‌تواند سیاست گذاران را گمراه کند، او بیان می‌کند که قانون تیلور در هنگام محاسبه این محدودیت‌های اطلاعاتی، مطابقت کمتری با میزان بودجه ایالات متحده دارد و یک سیاست فعال پیرو قانون تیلور منجر به عملکرد پایین اقتصاد کلان هنگام تورم بزرگ دهه هفتاد شده‌است. بیل گروس، مدیر مالی، در سال ۲۰۱۵ با توجه به رشد سست تولید ناخالص داخلی در سال‌های پس از۲۰۰۹ بیان کرد که قانون تیلور «اکنون باید در سطح زباله تاریخ ریخته شود» گروس معتقد بود که نرخ بهرهٔ پایین درمانی برای کاهش رشد نبوده، بلکه منبع این مشکل (کاهش رشد) بوده‌است.